# Сейфуллина, Инна Иосифовна
Инна Иосифовна Сейфуллина (род. 1937) — химик-неорганик. Доктор химических наук (1990); профессор (1991); руководитель научной школы «Координационная химия p-, d-, f-металлов с органическими нитроген-, оксиген-, сульфур- и фосфоросодержащими молекулами». Почетная грамота Всесоюзного химического общества им. Д. И. Менделеева, диплом Минобразования.

## Биография
Сейфуллина родилась 21 октября 1937 г. в г. Днепродзержинске в семье фармацевтов. В 1960 г. получила диплом о высшем образовании в Запорожском фармацевтическом институте.
В 1960—1967 гг. работала химиком в контрольно-аналитической лаборатории лекарственных препаратов. С 1967 г. аспирантка кафедры неорганической химии Одесского университета (ныне — Одесский национальный университет им. И. И. Мечникова), научный руководитель — О. М. Белоусова. Кандидатскую диссертацию защитила на тему: «Комплексы тетрахлорида германия с некоторыми азотосодержащими ароматическими и гетероцикличными соединениями» по специальности «неорганическая химия» в Одесского государственного университета в 1970 году. С 1974 год Сейфуллина — автор более 40 научно-исследовательских проектов и постоянный руководитель хоздоговорных и государственных научных тем. Докторскую диссертацию на тему «Растворяющие и комплексообразующие функции органических кислот в направленном синтезе координационных соединений» защитила на заседании Специализированного совета Физико-химического института Академии наук Украины в 1990 году.
Сейфуллина работала ассистентом (1970—1972), старшим преподавателем (1973—1974), доцентом кафедры неорганической химии и кафедры общей химии полимеров (1974—1991), профессором (1991—1992), а с 1992 года по настоящее время — профессором, заведующей кафедрой общей химии и полимеров.

## Научная деятельность
Сейфуллина создала методическое обеспечение и разработала разноплановые курсы лекций по химии: неорганическая химия, химия редких элементов, физико-химические методы исследования неорганических соединений, история химии, координационная химия, комплексообразование в растворе и методы его исследования, синтез, строение и свойства координационных соединений, комплексы металлов в медицине, избранные главы бионеорганической химии. В числе первых на химическом факультете она начала заниматься химией координационных соединений и стала ведущим специалистом в этой отрасли.
Сейфуллина является известным на Украине и за её границами руководителем научной школы «Координационная химия p-, d-, f-металлов с органическими нитроген-, оксиген-, сульфур- и фосфоросодержащими молекулами», деятельность которой направлена на развитие науки и техники в приоритетном направлении: «Новые вещества и материалы». Сейфуллина разработала концепцию управления процессами направленного синтеза большого ряда новых комплексных соединений, которым, в отличие от обычных, присущи уникальные свойства. Под руководством Сейфуллиной получено более 200 новых однородно- и гетероядерных комплексных и супрамолекулярных соединений германия, кобальта, никеля, меди. На их основе разработаны новые функциональные материалы, в том числе биологически активные вещества, которые необходимы для производства: рабочих тел хемосенсоров, датчиков, газоанализаторов, стекла в оптикоэлектронике, а также эффекторов ферментов. Создан новый класс лекарственных препаратов с широким спектром физиологического действия: антигипоксанты, мембрано протекторов, антиоксидантов и т. д. Сейфуллина опубликовала более 350 научных работ, в том числе более 250 статей в профильных журналах, обще признанных мировой наукой, 12 патентов на изобретения. Приняла участие во многих международных и Украинских конференциях по профилю (более 80).
В настоящее время Сейфуллина — член Научного Совета НАН Украины по проблемам «Неорганическая химия», член специализированного ученого совета по защите кандидатских и докторских диссертаций в Физико-химическом институте им. А. В. Богатского НАН Украины, член ученых советов химического факультета и ОНУ, научный редактор журнала «Вісник Одеського національного університету. Серия: Хімія», глава научно-экспертной комиссии ОНУ им. И. И. Мечникова по профильному направлению «Химия», член ВАК Украины.
Сейфуллина награждена многими Почетными грамотами (в частности Всесоюзного химического общества им. Д. И. Менделеева), дипломом Минобразования, как научный руководитель победителя республиканского конкурса студенческих научных работ (1988), Почетными грамотами Управления образования и науки Одесской областной государственной администрации в 1998 г. и 2001 г. за многолетнюю научную деятельность, особые заслуги, значительный вклад в развитие вузовской науки.

## Труды
- О взаимодействии тетрахлорида германия с никотиновой кислотой / И. И. Сейфуллина, Е. М. Белоусова // Журн. не орган. химии. — 1970. — Т. 15, вып. 2. — С. 455—457.
- О взаимодействии гексафторгерманатов щелочных металлов с расстворами уксусной кислоты / И. И. Сейфуллина, А. А. Опаловский, Т. В. Петрова, И. Н. Назарова // Изв. высш. учеб. заведений. Химия и хим. технология. — 1977. — Т. 20, вып. 1. — С. 23-26.
- О комплексообразовании германия (IV) с оксиэтиленденфосфосфоновой кислотой в водных рас творах / И. И. Сейфуллина, Т. П. Баталова, А. Ю. Киреева // Коорд. химия. — 1983. — Т. 9, вып. 1. — С. 67-70.
- Исследование взаимодействия германия (IV) с этилендиаминтетраметилфосфоновой кислотой в водных растворах / И. И. Сейфуллина, Т. П. Баталова, А. Ю, Киреева // Журн. общ. химии. — 1983. — Т. 53, вып. 9. — С. 1933—1937.
- О комплексообразовании Ge (IV) с некоторыми карбоксил- и фосфорсодержащими комплексонами / И. И. Сейфуллина, Т. П. Баталова, Н. М. Дятлова, А. Ю. Киреева // Коорд. химия. — 1988. — Т. 14, вып 6. — С. 767—771.
- О комплексообразовании никеля (ІІ), кобальта (ІІ) с 1-амино-8-нафтал-2,4-дисульфокислотой / И. И. Сейфуллина, Л. С. Скороход // Журн. общ. химии. — 1989. — Т. 59, вып. 9. — С. 1940—1944.
- Физико-химическое исследование этилендиаминтетраацетата германия (IV) / И. И. Сейфуллина, Т. П. Баталова, Е. В. Колчинский // Коорд. химия. — 1990. — Т. 16, вып. 6. — С. 773—770.
- Нафталинсульфокислоты как лиганды координационных соединений 3-d-металлов / И. И. Сейфуллина, Л. С. Скороход // Журн. неорг. химии. — 1993. — Т. 38, вып. 7. — С. 1191—1201.
- Каталитическое разложение пероксида водорода в присутствии тиосемикарбазидных комплексов меди (ІІ), никеля (ІІ) и кобальта (ІІ) / И. И. Сейфуллина, Т. В. Кокшарова // Журн. общ. химии. — 1997. — Т. 67, вып. 2. — С. 177—180.
- Особенности взаимодействия дитиокарбаматов кобальта (ІІ) с хлором и бромом / Н. В. Хитрич, И. И. Сейфуллина // Коорд. химия. — 2000. — Т. 26, № 10. — С. 18-23.
- Координационные соединения германия (IV) с нитрозамещенными бензоилгидразонами салицилового альдегида / И. И. Сейфуллина, Н. В. Шматкова, А. В. Мазепа // Коорд. химия. — 2002. — Т. 28, № 1. — С. 17-20.